# Лібуше Шафранкова

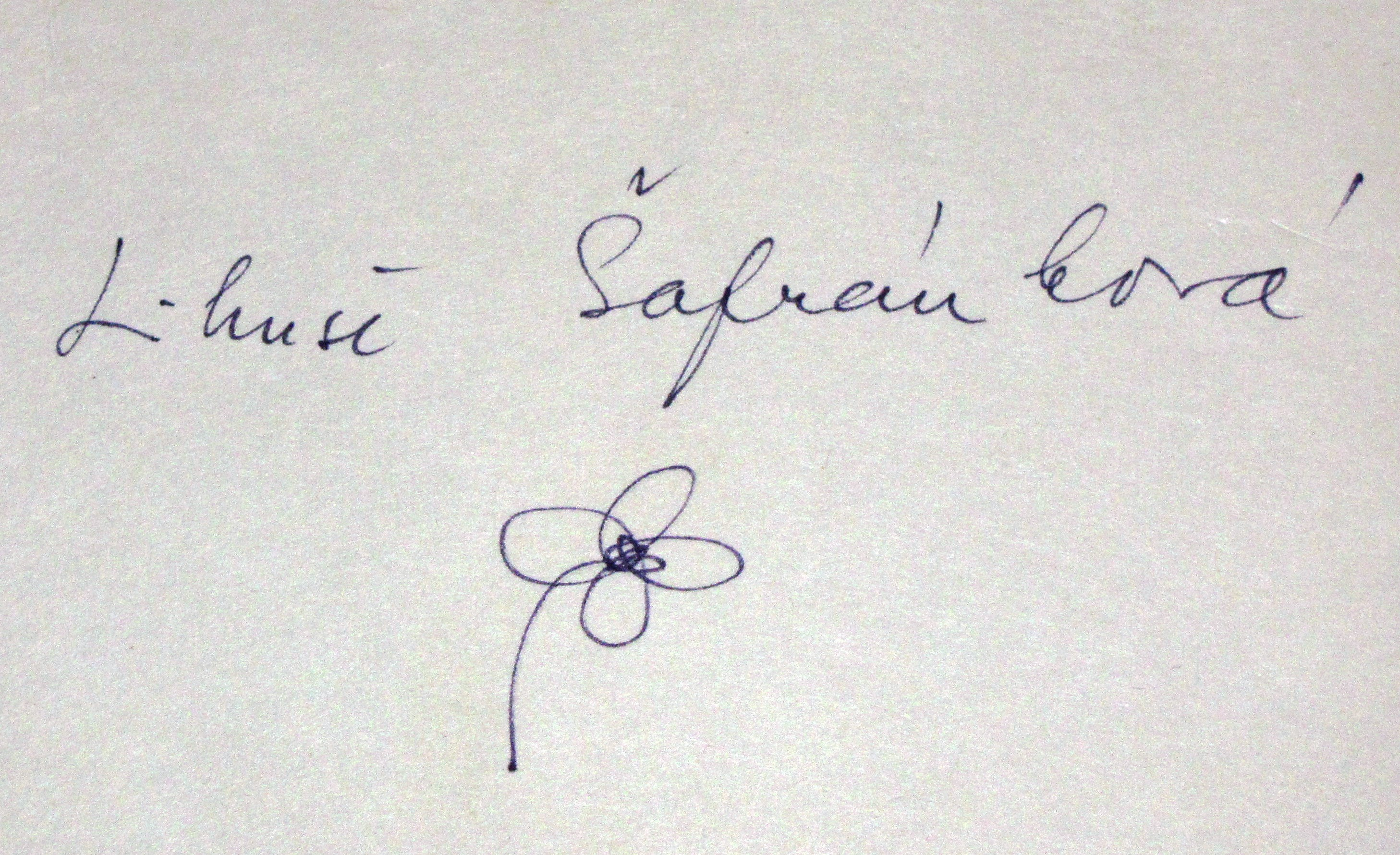
Автограф акторки

Лібуше Шафранкова (чеськ. Libuše Šafránková; 7 червня 1953 — 9 червня 2021) — чехословацька та чеська акторка.

## Біографія
Народилася в місті Брно, Чехословаччина. Театром захоплювалася з самого дитинства. У Лібуше є молодша сестра Мирослава Шафранкова. У фільмі «Русалонька» вони знімалися удвох.
Перший успіх прийшов після фільму «Бабуся» з роману відомої чеської письменниці Божени Нємцової. Фільм зняв Антонін Москалик. Лібуше Шафранкова зіграла в ньому роль письменниці в дитячому віці.
Шафранкова закінчила театральне училище в Брно. Після успішних робіт у кіно вона стала грати на сцені відомого авторського празького театру «Драматичний клуб». Там же познайомилася зі своїм майбутнім чоловіком, відомим чеським актором Йозефом Абргамом.
У 1973 році знялася у відомому фільмі «Три горішки для Попелюшки». Акторці виповнилося 19 років, коли вона знялася в головній ролі цієї кіноказки. На Лібуше спала всенародна любов і досі Шафранкова — яскрава зірка чеського кінематографа й одна з принцес світового кіновиробництва.
Знімалася у фільмах «Свята пролісків», «Коля» (отримав премію Оскар), «Русалонька» (1975), «Принц і вечірня зірка» (1979), «Третій принц» (1982 р., Принцеса Алмазних Скель, принцеса Мілена).
Багато ролей зіграла в театрі «Драматичний клуб»: Соня в «Дяді Вані», Ніна в «Чайці», Коломбіна у п'єсі «Три вагітні» (п'єсу написав чеський драматург Францішек Павлічек).
У Лібуше і її чоловіка Йозефа Абргама є син Йозеф Абргам-молодший (Josef Abrhám Jr.). Зараз[коли?] Абргам-молодший — відомий в Чехії продюсер, і на його рахунку вже п'ять серіалів.
У 2009 році у Лібуше з'явилися серйозні проблеми зі здоров'ям. Їй довелося призупинити кілька проєктів, в яких вона брала участь. Пізніше акторка змогла побороти недугу і знову вийшла до глядачів. «Віра, сім'я, робота — головні складові мого життя»- сказала акторка в одному з нечисленних інтерв'ю. [Архівовано 20 березня 2012 у Wayback Machine.]
Попри публічність професії, Лібуше з чоловіком ведуть відокремлений спосіб життя, рідко з'являючись на кінематографічних заходах. Акторка не любить давати інтерв'ю і всіляко оберігає родину від преси. Всю свою творчу енергію Лібуше направляє на театральні та телевізійні підмостки. Сьогодні[коли?] вона активно задіяна у багатьох ТБ-проєктах.

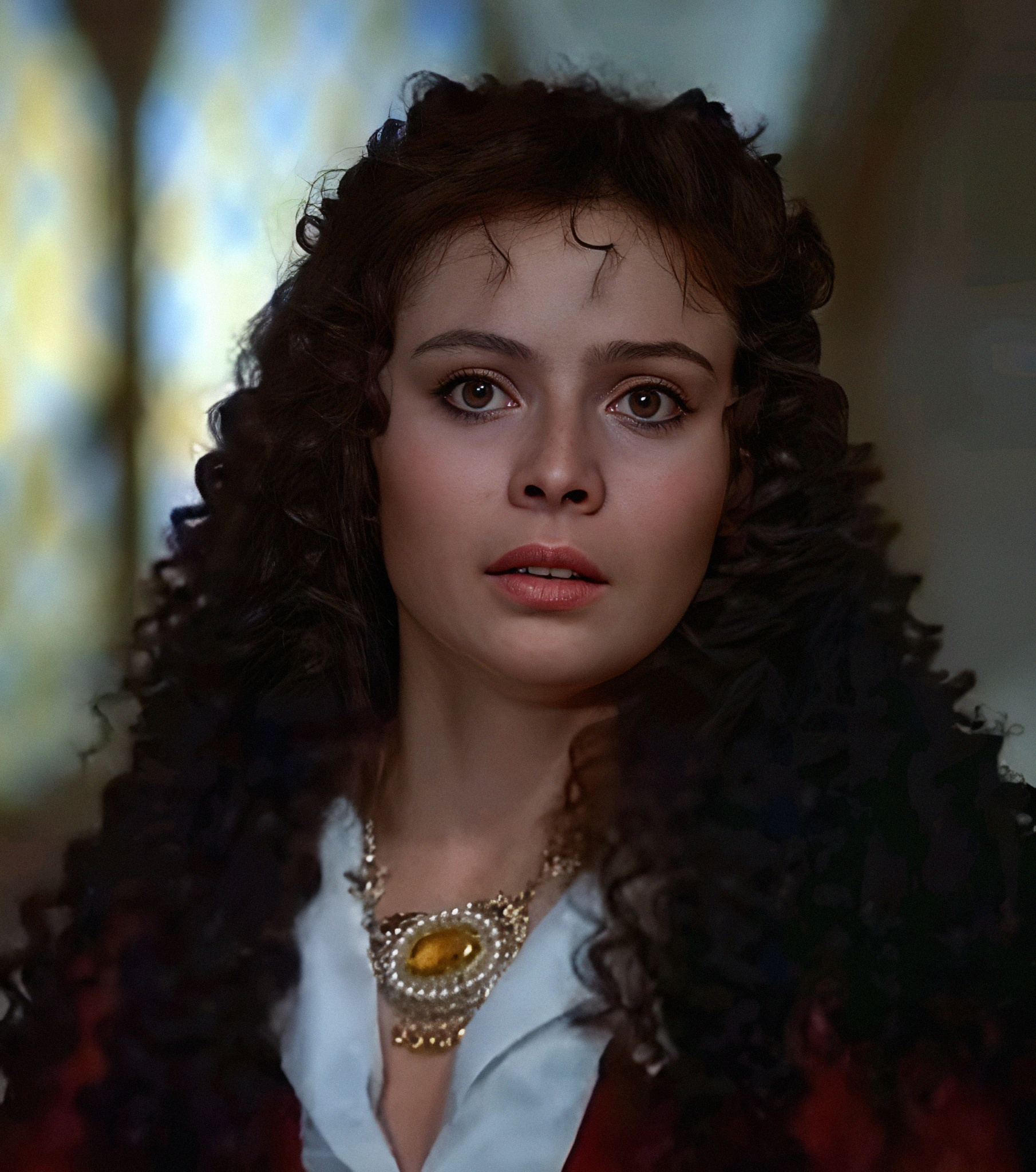
Лібуше Шафранкова у фільмі "Третій принц"

Про постійну популярність Лібуше свідчить той факт, що саме їй довірили запалити вогні на головній ялинці країни в Празі в кінці 2013 року. В заході на Староместскій площі столиці Чехії взяли участь 30 000 осіб. [Архівовано 8 січня 2018 у Wayback Machine.]
З 2014 року Лібуше Шафранкова бореться з раком легенів, їй провели успішну операцію. На вручення державної нагороди у 2015 році (президент Чехії нагородив акторку найвищою нагородою в галузі мистецтва) медаль отримувала сестра Мирослава. [Архівовано 4 листопада 2015 у Wayback Machine.]
Померла 9 червня 2021 року.

## Призи та нагороди
- «Чеський лев», 1996 — за роль у фільмі «Коля»
- Премія МКФ у Зліні — за творчий внесок в кіно для дітей та молоді
- Приз глядачів чеського ТБ «Зірка мого серця / Hvězda mého srdce», 2008
- Медаль «За заслуги», 2015

## Вибрана фільмографія
| Рік  | Українська назва              | Оригінальна назва                                  | Роль                             |
| ---- | ----------------------------- | -------------------------------------------------- | -------------------------------- |
| 1971 | Бабуся                        | Babička (ТВ)                                       | Барунька                         |
| 1973 | Лісова фея                    | Lesní panna (ТВ)                                   |                                  |
| 1973 | Три горішки для Попелюшки     | Tři oříšky pro Popelku                             | Попелюшка                        |
| 1973 | До нас приїхало свято         | Přijela k nám pout                                 | вчителька                        |
| 1974 | Як втопити доктора Мрачка     | Jak utopit dr. Mráčka aneb Konec vodníků v Čechách | Яна Водічкова                    |
| 1975 | У мого брата прекрасний шлюб  | Můj brácha má prima bráchu                         | Зузана                           |
| 1975 | Палітра кохання               | Paleta lásky                                       | Йозефіна                         |
| 1975 | Напад в Сараєво               | Sarajevský atentát                                 | Елена                            |
| 1975 | Віват, Беневський!            | Vivát, Benyovszky! (телесеріал)                    | Анна Лентулай                    |
| 1976 | Про Терезку і Пані Мадам      | O Terezce a paní Madam (ТВ)                        | принцеса Терезія                 |
| 1976 | Русалонька                    | Malá mořská víla                                   | принцеса                         |
| 1976 | Злиття душ                    | Splynutí duší                                      | Яна Пармова, вчителька           |
| 1978 | Хто вкрав Мартінку?           | Brácha za všechny peníze                           | Зузана Павелкова                 |
| 1978 | Принц і Вечірня Зірка         | Princ a Večernice                                  | Вечірня Зірка                    |
| 1979 | Як важливо мати Філіпа        | Jak je důležité míti Filipa (ТВ)                   | Гвендоліна Фаірфаксова           |
| 1979 | Різдво холостяка              | Silvestr svobodného pána (ТВ)                      | Мілюшка Карасова                 |
| 1980 | Триптих про кохання           | Triptych o láske (ТВ)                              | Ліссоте                          |
| 1981 | Біжи, офіціант, біжи!         | Vrchní, prchni!                                    | Геленка Вранова                  |
| 1981 | Вимушене алібі                | Křtiny                                             | Надя                             |
| 1982 | Третій принц                  | Třetí princ                                        | Мілена і Принцеса Алмазних скель |
| 1982 | Сіль дорожча за золото        | Sůl nad zlato                                      | принцеса Марушка                 |
| 1982 | Шведський сірник              | Švédská zápalka (ТВ)                               | Ольга                            |
| 1983 | Весільна подорож в Ілью       | Svatební cesta do Jiljí                            | Петра                            |
| 1983 | Яра Цімрман лежачий, сплячий  | Jára Cimrman ležící, spící                         | Альжбета                         |
| 1983 | Свято підсніжників            | Slavnosti sněženek                                 | вчителька                        |
| 1985 | Ревю за шість крон            | Revue za šest korun (ТВ)                           |                                  |
| 1985 | Клопоти повара Сватоплука     | Rozpaky kuchaře Svatopluka (телесеріал)            | Станіслява                       |
| 1985 | Село моє центральне           | Vesničko má středisková                            | Яна Туркова                      |
| 1987 | Злий репортер                 | Zuřivý reportér                                    | Катеріна                         |
| 1989 | Синє море                     | El Mar es azul                                     | Ярка                             |
| 1989 | Людина проти сказу            | Člověk proti zkáze                                 | Вера Хрузова                     |
| 1991 | Початкова школа               | Obecná škola                                       | Соучкова                         |
| 1991 | Опера жебраків                | Žebrácká opera                                     | проститутка Дженні               |
| 1992 | Намисто                       | Náhrdelník (телесеріал)                            | Джозефіна Конрадова              |
| 1992 |                               | Královský život otroka (ТВ)                        |                                  |
| 1993 | Безсмертна тітка              | Nesmrtelná teta                                    | Фелісіті                         |
| 1996 | Коля                          | Kolja                                              | Клара                            |
| 1997 | Найкращі роки — псу під хвіст | Báječná léta pod psa                               | мати Квідо                       |
| 1999 | Усі мої близькі               | Všichni moji blízcí                                | Ірма                             |
| 1999 | Повернення втраченого раю     | Návrat ztraceného ráje                             | мама                             |
| 2001 | Еліксир Халібели              | Elixír a Halíbela                                  | відьма Халібела                  |
| 2001 | ELFilm                        | Ельф                                               |                                  |
| 2003 | Жандармські історії           | Četnické humoresky (телесеріал)                    | Карлічка Форманкова              |
| 2006 | Náves (телесеріал)            | Ружена Славікова                                   |                                  |
| 2008 | Kouzla králu (ТВ)             | королева Крістінка                                 |                                  |
| 2009 | Poste restante (телесеріал)   | мама Відімова                                      |                                  |
| 2010 | Чарівна тітка Валентина       | Kouzelná tetička Valentýna                         | тітка Валентина                  |
| 2010 | Micimutr (ТВ)                 | Чарівниця                                          |                                  |
| 2011 | Щасливий невдаха              | Šťastný smolař                                     |                                  |
| 2012 | Gympl s (r)učením omezeným    | Елішка Голоубкова, вчителька                       |                                  |
| 2013 | Дон Жуани                     | Donšajni                                           | вчителька Маркетка               |
| 2014 | Rukojmí                       |                                                    |                                  |